# Wegestock Rubbelrather Weg (Glehn)

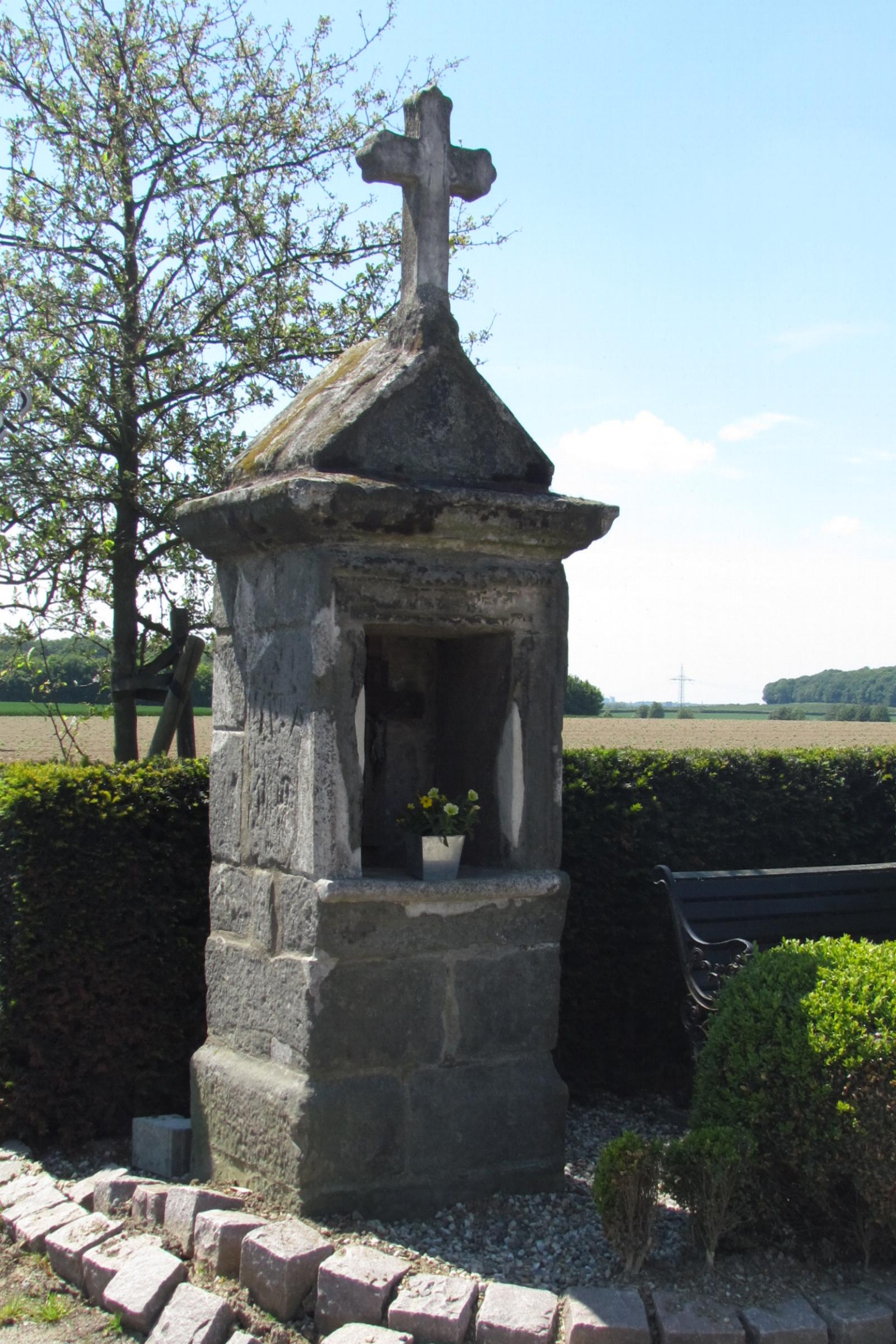
Wegestock

Der Wegestock Rubbelrather Weg steht im Stadtteil Glehn in Korschenbroich  im Rhein-Kreis Neuss in Nordrhein-Westfalen.
Der Wegestock wurde Anfang des 18. Jahrhunderts erbaut und unter Nr. 054 am 12. September 1985 in die Liste der Baudenkmäler in Korschenbroich eingetragen.

## Architektur
Der Bildstock wurde aus Sandstein gefertigt und steht auf quadratischem Sockel. Er hat eine tiefe Rechtecknische. Das ausladende Kranzgesims ist übergiebelt. Das Kreuz in der Nische fehlt.